# Will Truman
(Will Truman rivolto a Jack McFarland)
William "Will" Truman è un personaggio della popolare serie TV Will & Grace, interpretato da Eric McCormack. Will è un avvocato gay che vive a New York con l'amica Grace Adler. Dotato di un grande senso dell'umorismo, Will è uno dei personaggi più pacati della serie.

## Il personaggio
Will nasce a Bridgeport, nel Connecticut, il 23 ottobre 1966, terzo e ultimo figlio di George e Marilyn Truman (interpretati da Sydney Pollack e Blythe Danner), in una famiglia WASP. Ha due fratelli: Sam (interpretato da John Slattery nella prima stagione e da Steven Weber nell'ottava stagione) e Paul (interpretato da Jon Tenney). Will ha fatto coming out nel 1985, durante il college; all'epoca aveva una relazione amorosa con Grace, con la quale credeva di poter nascondere la propria omosessualità, di cui aveva qualche sospetto ma che non aveva mai affrontato veramente. Durante il college conosce Jack McFarland, con il quale instaurerà una lunga amicizia; la conoscenza di Jack è stata fondamentale per Will, perché fu lui, già apertamente gay, ad aiutare Will a fare coming out.

### Lavoro
Dopo la laurea in legge alla Columbia University, inizia a lavorare per un importante studio legale. Sulla buona strada per diventare socio, decide di abbandonare lo studio per mettersi in proprio. Durante la seconda stagione ha iniziato a lavorare per la Doucette & Stein, società per cui ha lavorato fino alla settima stagione. Nella settima stagione decide di lavorare per il misterioso Malcolm (Alec Baldwin), che in seguito si rivelerà essere un agente dell'F.B.I.. Nell'ottava stagione Will lavora per la Coalizione di giustizia, fornendo un sostegno legale per le persone che non possono permetterselo, ma torna sui suoi passi e torna a lavorare per la Doucette & Stein.

### Relazioni
Il rapporto tra Will e i genitori è spesso conflittuale, soprattutto con il padre George, che nonostante dimostri di aver accettato l'omosessualità del figlio, in realtà avrebbe preferito che il figlio non lo fosse. L'ultimo scontro diede vita ad una furibonda lite tra i due che non riuscirono a chiarirsi perché George morì per un attacco cardiaco poco prima che i due potessero riappacificarsi.
Nonostante la sua omosessualità, Will ha avuto rapporti con donne. È stato fidanzato con Grace durante gli anni del college, prima che si dichiarasse gay, ma i due non sono mai riusciti a copulare. L'unica donna con cui Will ha fatto sesso è stata Diane (Mira Sorvino), ex fidanzata del marito di Grace (che lo ricorda come un indimenticabile amante, unico uomo riuscito a farle avere un orgasmo).
Ha sempre avuto difficoltà a trovarsi un uomo. Il rapporto sentimentale più lungo di Will è stato quello con Michael (interpretato da Chris Potter), con il quale è stato fidanzato dal 1989 al 1996. Spesso Will diviene malinconico ricordando quello che definisce il suo grande amore. Durante la serie instaura un rapporto con il poliziotto italoamericano Vince D'Angelo (Bobby Cannavale). Tra alti e bassi ed una lunga pausa, la relazione tra Will e Vince li porta fino alla stagione finale. Assieme ormai da 22 anni, hanno un figlio di nome Ben, il quale conoscerà la figlia di Grace, Layla, al college (proprio come è capitato ai loro genitori) e in seguito si sposeranno.
Oltre ai due rapporti più importanti, Will frequentò durante le otto serie diversi ragazzi tra cui Matt (Patrick Dempsey), commentatore sportivo per la TV, che lasciò perché incapace di dichiarare la propria omosessualità, che lo costringeva a farsi passare per suo fratello. Poi Scotty, ragazzo di soli 25 anni che Will frequentò ma che poi lasciò per via del maniacale rapporto con Grace e per ultimo James, un canadese che sposò Grace per ottenere la Green Card, ma dopo aver scoperto delle cose spiacevoli su di lui, Will lo molla e aiuta Grace ad annullare il matrimonio.